# Rem als Jocs Olímpics d'estiu de 1900 - Vuit amb timoner
El vuit amb timoner va ser una de les proves de rem dels Jocs Olímpics de París del 1900. Es va disputar entre el 25 i el 26 d'agost de 1900, amb la participació de 46 remers, repartits en cinc embarcacions en representació de 5 nacions.

## Medallistes

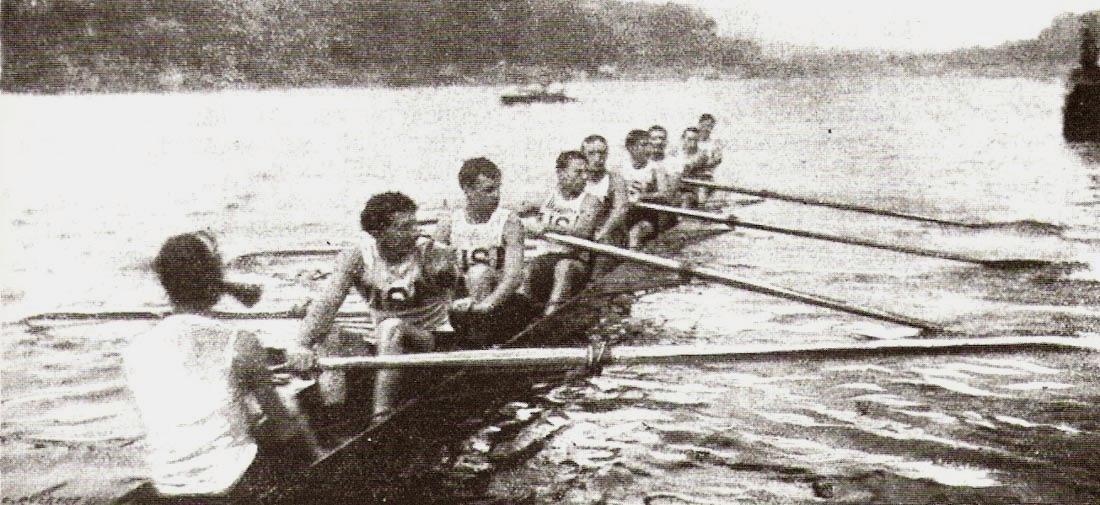
L'equip dels Estats Units de vuit amb timoner als Jocs Olímpics de París de 1900

| Or | Plata | Bronze |
| Estats Units Vesper Boat Club William Carr Harry DeBaecke John Exley John Geiger Edwin Hedley James Juvenal Roscoe Lockwood Edward Marsh Louis Abell (timoner) | Bèlgica · Royal Club Nautique de Gand Jules de Bisschop · Prospère Bruggeman · Oscar de Somville · Oscar de Cock · Maurice Hemelsoet · Marcel van Crombrugge · Frank Odberg · Maurice Verdonck · Alfred van Landeghem (timoner) | Països Baixos · Minerva Amsterdam François Brandt · Johannes van Dijk · Roelof Klein · Ruurd Leegstra · Walter Middelberg · Hendrik Offerhaus · Walter Thijssen · Henricus Tromp · Hermanus Brockmann (timoner) |

## Resultats

### Semifinals
Les dues primeres embarcacions de cada semifinal passa a la final. Amb tot, com a la segona semifinal sols finalitza la cursa una sola embarcació, el tercer classificat de la primera semifinal passa a la final. Això fa que dels cinc participants en les semifinals l'únic que no es classifica per a la final és el que no finalitza la cursa.

#### Semifinal 1
| Posició | Embarcació                   | Remers | Nació         | Temps    |
| ------- | ---------------------------- | --- | ------------- | -------- |
| 1       | Minerva Amsterdam            | François Brandt Johannes van Dijk Roelof Klein Ruurd Leegstra Walter Middelberg Hendrik Offerhaus Walter Thijssen Henricus Tromp Hermanus Brockmann (timoner)             | Països Baixos | 4' 59,2" |
| 2       | Royal Club Nautique de Gand  | Jules de Bisschop Prospère Bruggeman Oscar de Somville Oscar de Cock Maurice Hemelsoet Marcel van Crombrugge Frank Odberg Maurice Verdonck Alfred van Landeghem (timoner) | Bèlgica       | 5' 00,2" |
| 3       | Germania Ruder Club, Hamburg | Gustav Goßler Oskar Goßler Ernst Jencquel Edgar Katzenstein Walter Katzenstein Theodor Laurezzari Waldemar Tietgens Arthur Warncke Alexander Gleichmann (timoner)         | Alemanya      | 5' 04,8" |

#### Semifinal 2
| Posició | Embarcació                   | Remers | Nació        | Temps  |
| ------- | ---------------------------- | --- | ------------ | ------ |
| 1       | Vesper Boat Club             | William Carr Harry DeBaecke John Exley John Geiger Edwin Hedley James Juvenal Roscoe Lockwood Edward Marsh Louis Abell (timoner) | Estats Units | 5:15.4 |
| —       | Société Nautique de la Marne | Carton Chantriaux Cocuet Demaré Dorlia Guilbert Lucien Martinet René Waleff timoner desconegut                                   | França       | DNF    |

DNF: no finalitza la cursa

### Final
| Posició | Embarcació                   | Remers | Nació         | Temps    |
| ------- | ---------------------------- | --- | ------------- | -------- |
| Or      | Vesper Boat Club             | William Carr Harry DeBaecke John Exley John Geiger Edwin Hedley James Juvenal Roscoe Lockwood Edward Marsh Louis Abell (timoner)                                          | Estats Units  | 6' 07,8" |
| Plata   | Royal Club Nautique de Gand  | Jules de Bisschop Prospère Bruggeman Oscar de Somville Oscar de Cock Maurice Hemelsoet Marcel van Crombrugge Frank Odberg Maurice Verdonck Alfred van Landeghem (timoner) | Bèlgica       | 6' 13,8" |
| Bronze  | Minerva Amsterdam            | François Brandt Johannes van Dijk Roelof Klein Ruurd Leegstra Walter Middelberg Hendrik Offerhaus Walter Thijssen Henricus Tromp Hermanus Brockmann (timoner)             | Països Baixos | 6' 23,0" |
| 4       | Germania Ruder Club, Hamburg | Gustav Goßler Oskar Goßler Ernst Jencquel Edgar Katzenstein Walter Katzenstein Theodor Laurezzari Waldemar Tietgens Arthur Warncke timoner desconegut                     | Alemanya      | 6' 33,0" |